# Dichochrysa setosa
Dichochrysa setosa is een insect uit de familie van de gaasvliegen (Chrysopidae), die tot de orde netvleugeligen (Neuroptera) behoort. 
Dichochrysa setosa is voor het eerst wetenschappelijk beschreven door Hölzel & Ohm in 1995.